# برنت ألبرت
برنت ألبرت (بالنرويجية البوكمول: Bernt Albert)‏ هو سياسي نرويجي، ولد في 11 أكتوبر 1944. حزبياً، نشط في حزب المحافظين. وقد انتخب نائب عضو برلمان النرويج ‏.